# Плиске и трептељке
Плиске (лат. Motacillidae), релативно су мала породица из реда птица певачица или врапчарки (лат. Passeriformes), широко распрострањених по свим зоогеографским областима, осим на острвима Тихог океана. У састав породице укључено је око 60 врста птица разврстаних у 5-6 родова.

## Опште особине

### Опис
Све плиске представљају прилично једнообразну, добро дефинисану групу, чији припадници имају одређену сличност међу собом. То су мале птице чија је дужина од 12,7 до 22,2 cm. Заједничка особина им је витко и издужено тело, мала заобљена глава са кратком шијом, танак шиљаст кљун благо заобљен са горње стране и дуга шпицаста крила.
Држање се мало разликује код разних прица. Плиске и шумске плиске су здепасте на земљи, а више усправне када седе на грани. У трептељки и златних трептељки држање је мање здепасто. Птице брзо трче по земљи, при томе карактеристично њишу репом горе-доле. Лет им је у валовит.

### Распрострањеност
Плиске су распрострањене готово свуда, осим на Антарктику и на острвима Тихог океана. Неке врсте, као риђогрла трептељка (Anthus cervinus) и сибирска трептељка (Anthus hodgsoni), гнезде се далеко на северу у арктичкој тундри, док велика трептељка (Anthus antarcticus) обитава у субантарктику, на острву Јужна Џорџија.
Риђогрла трептељка је редовна у Србији у време јесење сеобе (зимује у долини Нила).

Друге, као шарена плиска (Motacilla aguimp), на пример, обитава искључиво у централној Африци. Ареал појединих врста може обухватати огромна пространства - тако подручје које насељава жута плиска износи 10 милиона квадратних километара - оно обухвата сву Евроазију и део африкчког континента. С друге стране, јапанска плиска обитава само у Јапану, а мадагаскарска плиска (Motacilla flaviventris) ендемска је врста острва Магадаскар.
Највише врста плиски настањује отворена пространства са ниским растињем. Изузетак је шумска плиска (Dendronanthus indicus) која се гнезди у храстовим и мешовитим листопадним шумама Далеког истока, југоисточних провинција Кине, Индијског полуострва и Сундских острва.
Дугорепа плиска (Motacilla clara) насељава обале бурних шумских потока у Африци. Шумска пространства насељавају шумска (Anthus trivialis) и сибирска (Anthus gustavi) трептељка. Плиске се срећу како на нивоу мора, тако и на високим планинама - румена плиска (Anthus roseatus) обитава у алпском појасу Хималаја, на висини 3.050 - 5.300 м.
Врсте које насељавају умерене географске ширине, по правилу нису станарице. Највише врста се гнезди у тропским пределима и води седелачки начин живота, али неке од њих мигрирају (као перуанска врста Anthus correndera) или лутају на кратким удаљеностима од своје области.

На територији Русије обитава око 30 врата плиски. Најпознатије су бела и жута плиска.

### Родови и врсте
- Род Трептељке
- Планинска трептељка

- Шумска трептељка (пругаста трептељка) 

- Степска трептељка 

- Русогрла трептељка

- Ливадска трептељка

- Anthus richardi
- Anthus rufulus
- Anthus cinnamomeus
- Anthus novaeseelandiae
- Anthus leucophrys
- Anthus vaalensis
- Anthus pallidiventris
- Anthus nyassae
- Anthus melindae
- Anthus godlewskii
- Anthus berthelotii
- Anthus similis
- Anthus latistratus
- Anthus brachyurus
- Anthus caffer
- Anthus nilghiriensis
- Anthus hodgsoni
- Anthus gustavi
- Anthus roseatus
- Anthus petrosus
- Anthus rubescens
- Anthus sylvanus
- Anthus spragueii
- Anthus furcatus
- Anthus hellmayri
- Anthus lutescens
- Anthus chacoensis
- Anthus correndera
- Anthus nattereri
- Anthus bogotensis
- Anthus antarcticus
- Anthus gutturalis
- Anthus sokokensis
- Anthus crenatus
- Anthus lineiventris
- Anthus chloris
- Anthus hoeschi

- Род Златне трептељке
- Златна трептељка


- Род Плиске (Motacilla)
- Шарена плиска

- Бела плиска

- Ртска плиска

- Горска плиска

- Жутоглава плиска

- Дугорепа плиска

- Жута плиска

- Источна жута плиска

- Мадагаскарска плиска

- Јапанска плиска

- Камчатска плиска

- Беловеђа плиска

- Меконшка плиска


- Род Шумске плиске (Dendronanthus)
- Шумска плиска


- Род Дугоканџице (Macronyx)
- Macronyx capensis
- Macronyx croceus
- Macronyx fuellebornii
- Macronyx sharpei
- Macronyx flavicollis
- Macronyx aurantiigula
- Macronyx ameliae
- Macronyx grimwoodi